# Zofia Hellqvist
Zofia Bernadotte (ur. 6 grudnia 1984 w Täby jako Sofia Kristina Hellqvist) – księżna Szwecji i księżna Värmlandu jako żona Karola Filipa Bernadotte. Przed wstąpieniem do szwedzkiej rodziny królewskiej, które nastąpiło w wyniku jej ślubu w 2015 roku, była modelką.
Od 2015 roku jej mężem jest książę Szwecji, Karol Filip Bernadotte. Ma z nim trzech synów – Aleksandra (ur. 2016), Gabriela (ur. 2017) i Juliana (ur. 2021) oraz córkę, Ines (ur. 2025), którzy zajmują kolejno piąte, szóste, siódme i ósme miejsce w linii sukcesji do szwedzkiego tronu.

## Życiorys
Urodziła się 6 grudnia 1984 roku w Täby jako druga córka Erika Hellqvist (ur. 3 czerwca 1949) oraz jego żony, Marie Rotman (ur. 24 maja 1957). Otrzymała imiona Zofia Krystyna (szw. Sofia Kristina). 26 maja 1985 roku została ochrzczona w wierze luterańskiej w kościele Tibble. W 1991 roku, wraz z rodziną, przeniosła się do Älvdalen, gdzie wychowywała się wraz z siostrami, Liną i Sarą. Z regionem Dalarna ma bardzo dobre wspomnienia i czuje się z nim bardzo związana.
W wieku osiemnastu lat przeniosła się do Sztokholmu, gdzie zaczęła pracować jako kelnerka i modelka. W 2004 zdjęcia Zofii ubranej w bikini zostały opublikowane w niemieckim magazynie Slitz. Sukces tej sesji fotograficznej spowodował, że została zaproszona do udziału w reality show Paradise Hotel, gdzie doszła do finału. Następnie postanowiła wyjechać do Stanów Zjednoczonych. Tam poznała Jennę Jameson. Zofia w jednym z wywiadów przyznała, że całowała się ze słynną gwiazdą porno.
Studiowała nauki muzyczne w Vansbro Education Centre. W 2005 rozpoczęła studia na kierunku rozwoju biznesowego w New York Institute of English and Business w Nowym Jorku. Była słuchaczką kursów etyki globalnej, praw dziecka i równości płci na Uniwersytecie Sztokholmskim. W 2009 roku jako wolontariuszka pracowała przy budowie centrum dla kobiet w Ghanie. 
W 2010 wraz ze swoją przyjaciółką utworzyła Project Playground, organizację charytatywną, która wspiera dzieci z południowych krajów Afryki.
W związku z zaręczynami z księciem Karolem Filipem, Zofia znów musiała się mierzyć z odniesieniami do jej młodości w mediach. W jednym z wywiadów przyznała: „Nie żałuję niczego z mojej przeszłości. Przez lata napisano o mnie wiele, nie tylko w kontekście zaręczyn z księciem. Dla mnie to już nudne, robiłam te rzeczy 10 lat temu i dawno zdążyłam z tego wyrosnąć. Ale każde doświadczenie kształtuje człowieka”.

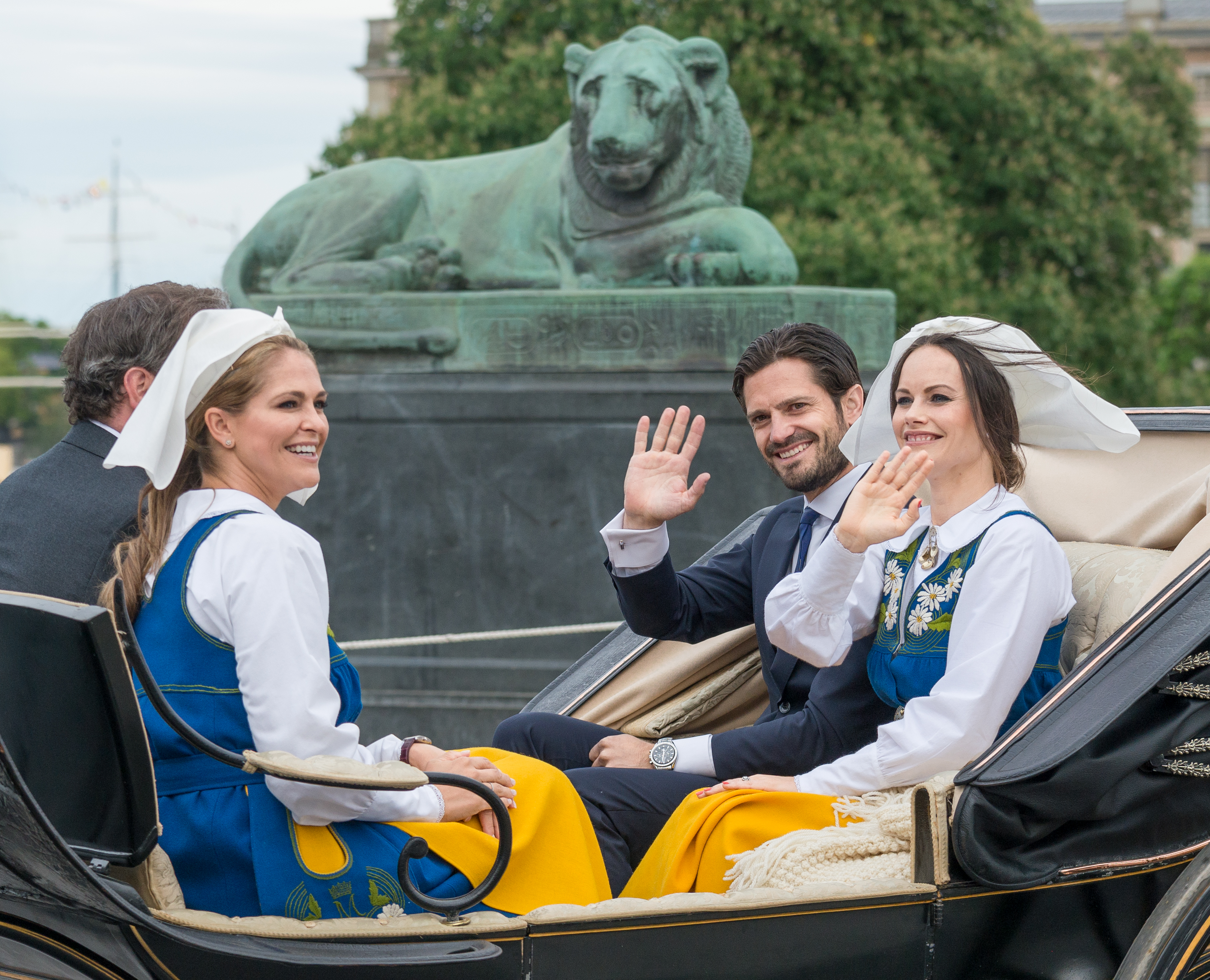
Zofia z mężem i szwagierką na Święcie Narodowym Szwecji (2018)

Po ślubie Zofia zobowiązana jest do reprezentowania króla w oficjalnych wystąpieniach. Regularnie uczestniczy w obchodach Narodowego Dnia Szwecji, uroczystym otwarciu parlamentu i ceremonii przyznania nagród Nobla. 1 stycznia 2016 została ponadto ogłoszona honorowym prezydentem prywatnego szpitala Sophiahemmet w Sztokholmie, zastępując w pełnieniu tej funkcji księżniczkę Krystynę.
13 maja 2018 Zofia i Karol Filip rozpoczęli prowadzenie swojego publicznego konta na Instagramie.
7 października 2019 roku król Szwecji wydał dekret, na mocy którego pozbawił synów Zofii i Karola Filipa predykatów Ich Królewskich Wysokości oraz potwierdził, że nie będą dłużej członkami szwedzkiego domu królewskiego (pozostają natomiast członkami szwedzkiej rodziny królewskiej, zachowują tytuły książąt Szwecji, Sudermanii i Dalarny, a także miejsca w linii sukcesji). Wskutek tej decyzji dzieci pary książęcej nie są zobowiązane do pełnienia oficjalnych funkcji w imieniu monarchy. Decyzję ojca skomentował książę Karol Filip jako pozytywną i pozwalającą jego synom na wolne wybory w życiu.
Na początku pandemii COVID-19 zatrudniła się w jednym ze szwedzkich szpitali jako wolontariuszka. Sprzątała, pomagała w kuchni i opiekowała się chorymi. Zdobyła tym ogromne uznanie w Szwecji i za granicą.

## Życie prywatne

### Małżeństwo
W styczniu 2010 zaczęła spotykać się ze szwedzkim księciem Karolem Filipem, synem króla Karola XVI Gustawa i królowej Sylwii. Ich relację oficjalnie potwierdził Pałac Królewski 30 lipca. 24 września para poinformowała o wspólnym zamieszkaniu. 27 czerwca 2014 książę ogłosił zaręczyny z Hellqvist. Do oświadczyn doszło w ich mieszkaniu.

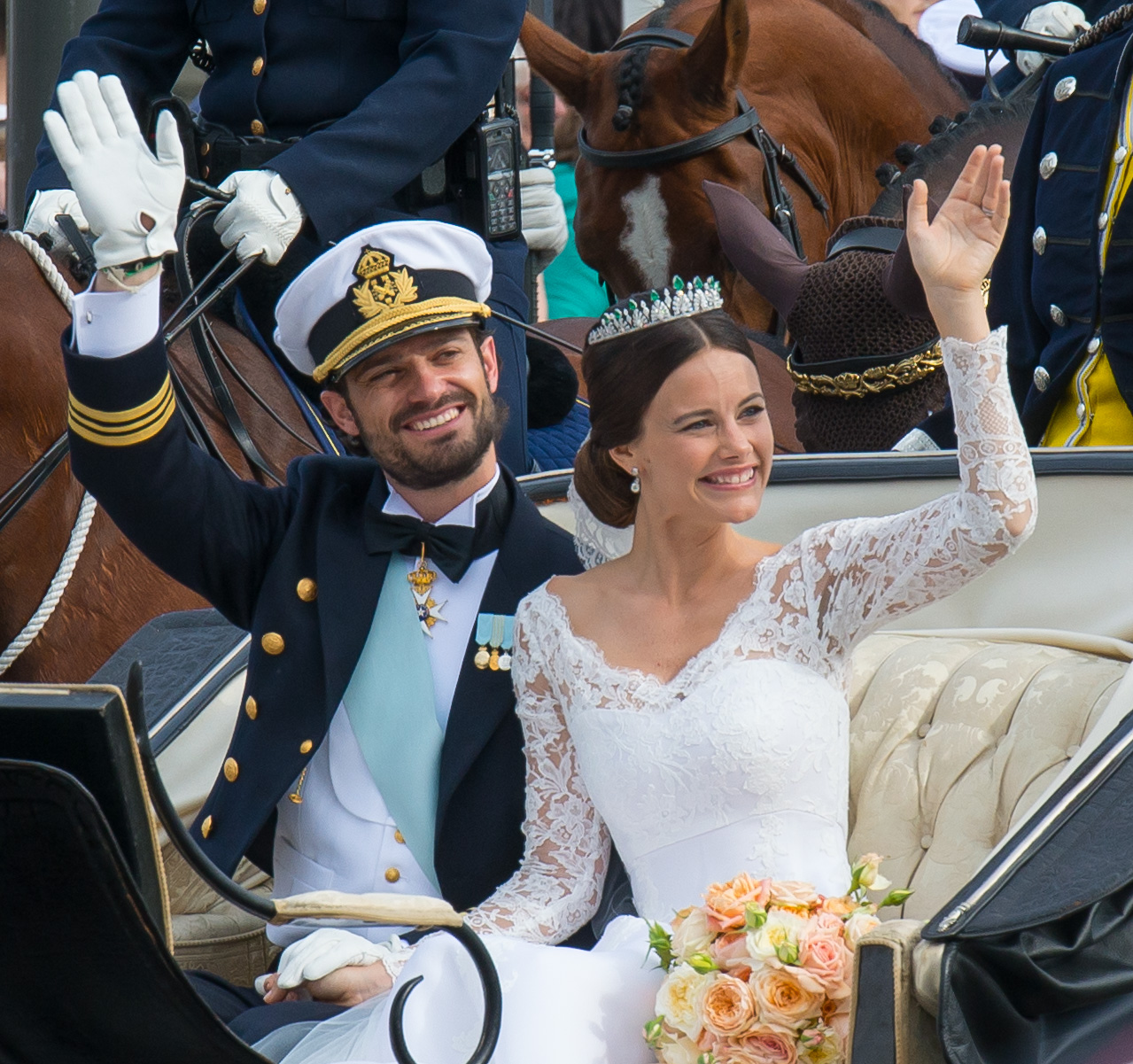
Zofia z mężem w dniu ślubu (2015)

13 czerwca 2015 roku w kaplicy Pałacu Królewskiego w Sztokholmie odbył się ślub pary. Hellqvist otrzymała tytuły Jej Królewskiej Wysokości księżnej Szwecji i księżnej Värmlandu. Małżonkowie spędzili miesiąc miodowy na Fidżi.

### Potomstwo
15 października 2015 roku ogłoszono, że para książęca spodziewa się swojego pierwszego dziecka. 19 kwietnia 2016 roku urodził się pierwszy syn księcia Karola Filipa, który otrzymał imiona Aleksander Eryk Hubert Bertil (szw. Alexander Erik Hubertus Bertil) oraz tytuł księcia Sudermanii.
23 marca 2017 roku ogłoszono, że żona Zofia jest w kolejnej ciąży. 31 sierpnia 2017 roku urodziła drugiego chłopca, który otrzymał imiona Gabriel Karol Walter (szw. Gabriel Carl Walther) i tytuł księcia Dalarny.
11 grudnia 2020 roku ogłoszono, że para książęca spodziewa się swojego trzeciego dziecka. 26 marca 2021 roku urodził się trzeci chłopiec, który otrzymał imiona Julian Herbert Folke (szw. Julian Herbert Folke) oraz tytuł księcia Hallandu.
2 września 2024 roku ogłoszono, że Zofia jest w kolejnej ciąży. 7 lutego 2025 roku urodziła córkę. Dziewczynka otrzymała imiona Ines Maria Liliana Sylwia (szw. Ines Marie Lilian Silvia) oraz tytuł księżnej Västerbotten.

## Tytulatura
6 grudnia 1984 – 13 czerwca 2015: Zofia Hellqvist
Od 13 czerwca 2015: Jej Królewska Wysokość księżna Zofia, księżna Värmlandu

## Odznaczenia[33]
- Order Królewski Serafinów (Szwecja) – 2015
- Order Bernardo O’Higginsa (Chile)
- Krzyż Wielki Orderu Sokoła Islandzkiego (Islandia, 2018)[34]
- Order Zasługi Republiki Włoskiej (Włochy) – 2018[35]
- Order Zasługi Cywilnej (Hiszpania) – 2021[36]
- Order Korony (Holandia) – 2022[37]